# Грибовщина (Брестская область)
Гри́бовщина (бел. Грыбаўшчына) — деревня в Барановичском районе Брестской области Белоруссии. Входит в состав Городищенского сельсовета. Расположена в 25,5 км по автодорогам к северу от центра Барановичей, на расстоянии 3 км по автодорогам к юго-востоку от центра сельсовета, городского посёлка Городище. Население — 3 человека (2023).

## История
В 1909 году — деревня в составе Городищенской волости Новогрудского уезда Минской губернии, 5 дворов.
После Рижского мирного договора 1921 года — в составе гмины Городище Новогрудского повета Новогрудского воеводства Польши, 7 дворов.
С 1939 года — в составе БССР.

## Население
По состоянию на 1 января 2023 года в деревне проживало 3 человека в 2 хозяйствах, в том числе 0 моложе трудоспособного возраста, 1 — в трудоспособном возрасте и 2 — старше трудоспособного возраста. 
| Численность населения (по переписи) | Численность населения (по переписи) | Численность населения (по переписи) | Численность населения (по переписи) | Численность населения (по переписи) | Численность населения (по переписи) |
| 1909                                | 1921                                | 1939                                | 1999                                | 2009                                | 2019                                |
| ----------------------------------- | ----------------------------------- | ----------------------------------- | ----------------------------------- | ----------------------------------- | ----------------------------------- |
| 33                                  | ↘27                                 | ↗566                                | ↘6                                  | ↘3                                  | ↘2                                  |